# Авл Постумій Альбін (консул 99 до н.е.)
Авл Постумій Альбін (лат. Aulus Postumius Albinus; помер приблизно у 89 році до н. е. під Помпеями) — давньоримський політичний діяч з патриціанського роду Постуміїв, консул 99 року до н. е. Дослідники ототожнюють його з ще одним Авлом Постумієм Альбіном — легатом, загиблим під час Союзницької війни.

## Походження
Авл Постумій належав до одного з найзнатніших патриціанських родів Риму, представники якого згадуються в джерелах, починаючи з першого десятиліття Римської республіки. У деталях його походження невідоме, через те, що в Капітолійських фастах на місці преноменів його батька і діда лакуни. Ім'я Авл носив молодший брат і легат Спурія Постумія Альбіна, консула 110 до н. е. Цей нобіль став винуватцем поразки римської армії під час Югуртинської війни та після цього імовірно пішов у вигнання. Вільям Сміт гадав, що консул був сином легата, а Фрідріх Мюнцер — що мова йде про представників різних гілок роду (можливо, двоюрідних братів). Також існує гіпотеза, що легат і консул — та сама людина. Але сучасні дослідники вважають це сумнівним.

## Біографія

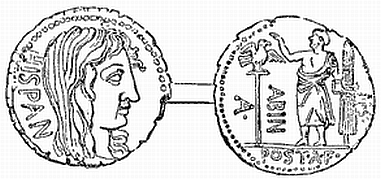
Монета, викарбувана імовірно Авлом Постумієм Альбіном

Авл Постумій згадується в джерелах лише у зв'язку зі своїм консулатом (99 рік до н. е.). Він став одним із чотирьох претендентів на цю магістратуру — поряд з Марком Антонієм Оратором, Гаєм Сервілієм Главцією та Гаєм Меммієм (згідно із законом Віллія це означає, що він повинен був не пізніше 102 до н. е. обіймати посаду претора). Одне з консульських місць зайняв Антоній, а за друге повинна була розвернутися подальша боротьба. Але Главцію напередодні виборів усунули, оскільки він був претором поточного року; а вранці в день голосування, при до кінця нез'ясованих обставин був забитий на смерть Меммій. Сенат звинуватив в організації вбивства Главцію і використовував цей інцидент, щоб розправитися з екскандидатом та його політичним союзником — народним трибуном Луцієм Аппулеєм Сатурніном. Альбін же у результаті всіх цих подій став консулом. В історіографії існує думка, що насправді саме Авл Постумій стояв за вбивцями Меммія: той був його єдиним конкурентом у боротьбі за консулат і раніше звинувачував родича Авла (Спурія Постумія) у корупційній змові з Югуртою.
У зв'язку з консулатом Альбіна Авл Геллій повідомляє про несприятливі провісники (у сакрарії в палаці Нуми Помпілія, де зберігалися священні предмети, прийшли в рух Марсові списи), через які Авл Постумій та Марк Антоній прийняли постанову про додаткові жертви богам. Головною подією 99 року до н. е. стала боротьба низки представників сенатської аристократії за повернення з вигнання Квінта Цецилія Метелла Нумідійського, але Альбін у цьому контексті не згадується в джерелах — як і у зв'язку з якими-небудь подіями, крім ознак і жертв.
У 89 році до н. е. в джерелах з'являється ще один Авл Постумій Альбін. Під час Союзницької війни цей нобіль був легатом і брав участь в облозі Помпей; власні солдати вбили його камінням і палицями через «підозру в ганебній зраді» або через його «нестерпну зарозумілість». Відомо, що військо Альбіна взяв під своє керівництво Луцій Корнелій Сулла, який не став карати винних у вбивстві легата: він «залишив настільки тяжку провину безкарною і навіть пишався цим, не без хвастощів кажучи, що завдяки цьому його люди, мовляв, стануть ще більш ворожими, спокутуючи хоробрістю свою провину». Плутарх називає Авла колишнім претором, а Оросій — Консуляром. Фрідріх Мюнцер робить з цього висновок, що, якщо Оросій не помиляється, то легата необхідно ототожнити з консулом 99 року до н. е. На користь такого ототожнення висловився і Броутон.

## Родина
Дружина — Юнія Молодша, донька Децим Юній Брут Галлек, консул 138 року до н. е.
Діти:
- Постумія Альбіна, дружина Сервія Сульпіція Руфа, коснула 51 року до н. е.
- Авл Постумій Альбін, монетарій 81 року до н. е.